# Arthroleptis nguruensis
Arthroleptis nguruensis é uma espécie de anfíbio anuro da família Arthroleptidae. Está presente na Tanzânia. Não foi ainda avaliada pela UICN.